# هلال أبقراط

هلال أبقراط هو المساحة الملونة أعلاه الواقعة في أقصى يسار الشكل. للهلال نفس مساحة مثلث قائم الزاوية، الملون في أسفل الشكل.

في الهندسة الرياضية، هلال أبقراط (بالإنجليزية: Lune of Hippocrates)‏ هو هلال محدود بقوسين لدائرتين، أصغرها قطره هو عبارة عن وتر مولد لزاوية قائمة على الدائرة الكبيرة. وبالمثل، فهي منطقة مستوية غير محدبة يحدها قوس دائري قياسه 180 درجة وقوس دائري قياسه 90 درجة. كان هذا أول شكل منحني حُسِب مساحته بدقة رياضيًا. سمي هذا الهلال هكذا نسبة إلى أبقراط الخيوسي.

## التاريخ
أراد أبقراط حل المشكلة الكلاسيكية المتمثلة في تربيع الدائرة، أي إنشاء مربع باستخدام مسطرة وفرجار، بحيث يكون له نفس مساحة دائرة معينة. أثبت أن القمر المحدود بالأقواس المسمى E وF في الشكل له نفس مساحة المثلث ABO. وقد أتاح هذا بعض الأمل في حل مشكلة تربيع الدائرة، حيث أن القمر محدود فقط بأقواس الدوائر. ويستنتج هيث أنه بإثبات نتيجته، كان أبقراط أيضًا أول من أثبت أن مساحة الدائرة تتناسب مع مربع قطرها.
لقد ضاع كتاب أبقراط عن الهندسة الذي تظهر فيه هذه النتيجة، العناصر، ولكن ربما شكل النموذج لعناصر إقليدس. جرى الحفاظ على دليل أبقراط من خلال تاريخ الهندسة الذي جمعه أوديمس الرودسي، والذي لم يصل إلينا أيضًا، ولكنه أقتُبس من قبل سيمبليسيوس القيليقي في تعليقه على فيزياء أرسطو.
لم يثبت أن تربيع الدائرة أمر مستحيل إلا في عام 1882، مع إثبات فيردينوند فون ليندمان لتجاوز π (ط).

## البرهان
يمكن إثبات نتيجة أبقراط على النحو التالي: مركز الدائرة التي يقع عليها القوس AEB هو النقطة D، وهي منتصف وتر المثلث القائم ومتساوي الساقين ABO. لذلك، يبلغ قطر AC للدائرة الكبرى ABC √2 مرة قطر الدائرة الصغيرة التي يقع عليها القوس AEB. وبالتالي، فإن الدائرة الصغيرة لها نصف مساحة الدائرة الكبرى، وبالتالي فإن ربع الدائرة AFBOA يساوي مساحة نصف الدائرة AEBDA. إن طرح مساحة شبه الهلال AFBDA من ربع الدائرة يعطي المثلث ABO وطرح نفس شبه الهلال من نصف الدائرة يعطي الهلال. بما أن المثلث والهلال يتشكلان بطرح مساحات متساوية من مساحة متساوية، فإنهما متساويان في المساحة.

## تعميمات

هلِالا الحسنِ ابنِ الهيثم: مجموع مساحة الهلالين (بالأزرق) مُساوٍ لمساحة المثلث الأخضر.

باستخدام برهان مماثل لما سبق، أظهر عالم الرياضيات العربي المسلم الحسن ابن الهيثم أن الهلالين، التي تشكلّت على ضلعي المثلث القائم، والتي حدودها الخارجية هي عبارة عن أنصاف الدوائر والتي تتشكل حدودها الداخلية من الدائرة المحيطة بالمثلث، عندها تكون مساحة هذين الهلالين معًا مساوية لمساحة المثلث. يعرف الهلالان المشَكَلَّان بهذه الطريقة من المثلث القائم باسم هلالي ابن الهيثم. حساب مساحة هلال أبقراط هو الحالة الخاصة لهذه النتيجة بالنسبة للمثلث القائم ومتساوي الساقين.